# Chiesa di San Pietro Apostolo (Agerola)
La chiesa di San Pietro Apostolo è una chiesa monumentale di Agerola, situata nella frazione di Pianillo: è sede parrocchiale e al suo interno viene venerato il patrono della città, sant'Antonio Abate.

## Storia
Sulla costruzione della chiesa non si conoscono date certe a causa della mancanza di fonti: le prime notizie della sua esistenza risalgono al 1546 quando al suo interno si riuniva la Confraternita del Santissimo Corpo di Cristo che aveva il compito di celebrare la messa nel giorno del Santissimo Sacramento e di fornire incenso ed polvere da sparo ai frati del convento di San Francesco di Cospiti. Nel 1572 la chiesa risultava essere sede della Confraternita di san Cristoforo: per oltre un secolo non si hanno notizie, fino all'inizio del XVIII secolo quando al suo interno venne fondata la Congrega del Carmine, mentre nel XIX secolo, nel piazzale antistante, si svolgevano le riunioni dell'amministrazione comunale. Nel corso degli anni la chiesa ha subito numerosi rifacimenti che hanno modificato l'aspetto originario.

## Struttura
L'accesso alla chiesa è data da un'ampia scalinata, mentre la facciata è divisa in tre parti da una trabeazione: nella parte inferiore si aprono due portali d'ingresso, di cui quello di destra di maggiori dimensioni e quello a sinistra più piccolo, la parte centrale è caratterizzata da tre finestre ed infine la parte superiore termina a timpano, decorata al centro da uno stucco realizzato nel 1926 dal salernitano Luca Giordano e raffigurante l'incoronazione della Madonna del Carmine, circondata da angeli, affiancata da san Pietro con un gallo e sant'Antonio Abate con alcuni animali domestici; la facciata termina con una croce in ferro posta sulla sommità del timpano.
Internamente la chiesa è a croce latina, con pronao, delimitato da una vetrata, che separa l'ingresso dall'assembla e che presenta al soffitto un'effigie di sant'Antonio Abate e suddivisa in tre navate: le due laterali presentano delle volte a crociera che poggiano su pilastri in muratura. Nella navata di sinistra, nel 1950, sono state costruite tre cappelle dedicate rispettivamente al Sacro Cuore di Gesù, a san Pietro Apostolo e sant'Antonio Abate, quest'ultima ricoperta con marmi, stucchi e vetri policromi e sul fondo è posta una tela rappresentata la Madonna del Purgatorio, contornata da scene di storie dell'aldilà; sull'arco trionfale della navata centrale sono poggiate due tele di autore ignoto che ritraggono Mosè con in mano le tavole e Davide intento a suonare la cetra.
Nella zona dell'altare maggiore, a forma absidale, si trova un grosso dipinto olio su tela, risalente al XVIII secolo, raffigurante la Madonna col Bambino ed ai lati i santi Pietro e Paolo: l'opera ha subito un lungo restauro ed è stato ricollocato nella sua posizione originaria nel 1994; al di sotto della cupola sono presenti quattro tele rappresentanti i quattro evangelisti. Al di sopra dell'ingresso della sagrestia, in un lunotto, è posto un olio su tela raffigurante Dio tra san Francesco Saverio e sant'Ignazio, risalente al XVII secolo e nello stesso luogo si trova un tale della Madonna col Bambino contornata da quindici riquadri nei quali sono ritratti i misteri del Rosario ed una tela di uomo, forse ritratto del committente. Nel corso dei lavori di restauro, nel 1999, è stata sostituita la precedente pavimentazione in ceramica, ormai consumata, con una nuova in marmo.
Sul lato destro della chiesa si innalza il campanile, diviso in cinque settori: il primo è un basamento cubico, segue poi una zona a tronco di piramide, una a forma cubica con finestra monofora e due piani a forma ottagonale, uno con finestra monofora, che ospita anche la cella campanaria, con campana fusa nel 1363 da Giuliano da Venezia e rifusa nel 1915 poiché presentava diverse lesioni e l'altro con orologio; il tutto termina con una cupola ricoperta con maioliche policrome, sormontata da una croce in ferro. Il campanile subì numerosi danni al seguito del terremoto dell'Irpinia del 1980 e fu completamente restaurato: in precedenza, l'orologio della torre era stato sostituito nel 1913 e poi nel 1922 da uno meccanico con l'aggiunta di due campanelle di centoventi e duecento chilogrammi ciascuna.
Sulla lato sinistro della chiesa si trova l'oratorio, costruito all'inizio del XVII secolo, con ingresso dalla navata sinistra e costituito da un ambiente a navata unica, con soffitto in passato decorato da una carta telata a motivi geometrici ora andata perduta ed altare sul fondo, con al centro, incastonato tra due colonne, una tavola raffigurante la Madonna col Bambino, tra san Domenico e santa Caterina; all'interno dell'oratorio, restaurato anch'esso dopo il terremoto del 1980, è esposto un busto del 1752, restaurato nel 1988, raffigurante il busto di sant'Antonio Abate e basamento ricoperto con lamine d'oro.